# Socha svaté Anny (Nový Bydžov)
Socha svaté Anny stojí na konci města Nový Bydžov v okrese Hradec Králové vpravo při silnici na Starý Bydžov. Barokní pískovcová socha z roku 1752 od neznámého autora je chráněna jako kulturní památka ČR. Národní památkový ústav tuto sochu uvádí v katalogu památek pod rejstříkovým číslem ÚSKP 17861/6-676.

## Popis
Pískovcová socha svaté Anny v životní velikosti stojí na křižovatce ulic Malátova a Merendní, před vilou čp. 1905. K soše vede od silnice kamenné schodiště o třech stupních. Podstavec sochy se skládá z hranolového soklu s pravoúhle vykrojenými nárožími, jeho horní část má barokní profilaci konvexně prohnutou ze stran s připojenými stojatými volutami, s vykrajovaným nápisovým polem a ukončeného profilovanou římsou, jež je uprostřed půlkruhově vydutá. Na čelní straně podstavce je sedmiřádkový vtesaný latinský nápis, že sochu nechal postavit Jan Jiří Hüller. Chronogram udává rok vzniku sochy - 1752. 
Socha svaté Anny stojí na vlastním soklíku, je oděná v lehce rozevlátém rouchu, levou ruku si drží na srdci, pravou objímá kolem ramen dětskou postavu Panny Marie s knihou. 